# Anestezija
Anestezija (iz grških besed αν- (an-) - »brez« + αἲσθησις (aisthesis) - »zaznava«) je prekinitev čutne zaznavnosti. Anestezija je lahko spontana (zaradi nevroloških obolenj) ali pa terapevtska. V slednjem primeru je lokalna, če jo dosežejo z infiltracijo določenega področja ali odvodnega živca, in splošna, če jo spremlja izguba zavesti. Izjemoma je v rabi trajna anestezija z alkoholiziranjem ali s prekinitvijo živčnih poti.
Anesteziologija je nauk o anesteziji.
Anesteziolog (sin. anestezist, narkotizer) je zdravnik specialist za anesteziologijo.

## Način delovanja anestezije
Princip delovanja je vedno isti - pretrganje prenosa bolečine in ostalih čutnih zaznav. Bolečina je posledica draženja končnih receptorjev v koži ali globokih organih (kost, potrebušnica, srce) - ti receptorji se nadaljujejo z živčnimi vlakni in vstopajo v hrbtni mozeg z obodnimi živci ali prek simpatičnega živčevja. V hrbtnem mozgu so posrednik druge živčne celice, ki omogočajo prenos bolečine na vmesne možgane (talamus), od koder gre tretji nevron v temenski del možganske skorje. V tej ascendentni temenski vijugi človek zaznava bolečino, jo analizira in nanjo po svoje reagira. Anestezija zaustavi prenos bolečine na katerikoli točki njene poti. Nekaj časa so poskušali z anestezijami, ki bi delovale na hrbtni mozeg, in to z lumbalno punkcijo in injekcijo prokaina (spinalna anestezija). Vse anestezije, lokalne ali splošne, delujejo na eno ali drugo skrajno točko senzitivnih poti.

## Uporaba
- Trajna anestezija je v rabi pri bolnikih s hudimi in trdovratnimi bolečinami. Zato prepojijo živce z alkoholom (npr. alkoholiziranje Gasserijevega ganglija), s hordotomijo (pretrganjem določenega dela hrbtnega mozga), z lobotomijo (pretrganjem zaznavnih poti v možganih), s topektomijo (izrezanjem dela možganov).
- Prehodna lokalna anestezija. V rabi ali za ublažitev bolečine ali za manjšo kirurško operacijo. Bolečine ublažijo s prepojitvijo živca in njegove okolice z lokalnim anestetikom. Takšna je infiltracija s prokainom, da se zmanjša bolečina pri zvinu. Pogosteje uporabljajo lokalno anestezijo pred manjšimi operacijami, kot so izdiranje zoba, odpiranje ognojkov, izžiganje zlate žile, biopsija, endoskopija, pri zlomih majhnih kosti ali pred večjimi operacijami (kila, slepič) pri občutljivih ali oslabelih bolnikih.
- Splošna anestezija je v rabi pri vseh večjih operacijah. Z delovanjem anestetika na možgane dosežejo pri bolniku nezavestno stanje, negibnost, posebno pa neobčutljivost za bolečino. Avtonomne funkcije, npr. dihanje, so pri tem normalne. Cilj anestezije je doseči nezavest in pri tem ohraniti avtonomne funkcije. Danes so na voljo številni anestetiki. Nekateri plini, kot sta eter in kloroform, niso več v uporabi. Uporablja se dušikov oksidul in flourirani ogljikovodiki, kot je sevofluran. Ti delujejo hitro in se zadovoljivo izločajo. Pred uvajanjem anestezije dajo pomirjevalo, navadno midazolam, ki zmanjša stres in tesnobo.

Komponente splošne anestezije so:
- anestezija (stanje brez občutkov in zavedanja),
- analgezija (stanje brez bolečine),
- mišična relaksacija (mišična sproščenost).

## Potek anestezije
Anestezija zahteva pazljivost in nadzor nad bolnikom pred operacijo, med njo in po njej. Pred operacijo je treba natanko raziskovati funkcije organov, nadzorovati krvni sladkor, sečnino in EKG (elektrokardiografijo). Tako ugotovijo morebitno bolezen, zaradi katere bi bila anestezija nevarna, lažje izbirajo med anestetiki in naredijo vse potrebno, da preprečijo zaplete, npr. pljučnico pri bolnikih s kroničnim vnetjem dihal, vnetje žil in embolije pri bolnikih z razširjenemi žilami, komo pri sladkornih bolnikih. Večer pred operacijo bolnik ne jé; s tem preprečijo bruhanje pri uvajanju anestezije. Pred operacijo dobi pomirjevala, ki zmanjšajo strah in preprečijo sinkopo. Anestezija se začnejo dovajati anestetik, ki v 5 do 10 minutah povzroči nezavest. Bolnika intubirajo, da omogočijo prosto dihalno pot.
Bolniku vstavijo venski kateter za infuzijo, da lahko po potrebi dodajajo zdravila (mišični relaksanti, tekočine, kri). Ves čas med operacijo anesteziolog nadzoruje krvni tlak in se po potrebi odloči za transfuzijo, da nadomesti izgubljeno kri, ter predihava bolnika s kisikom. Kontrolira potrebno globino spanja. Če je prerahlo, se bolnik premika in moti operacijo; in če je pregloboko, je nevarno, da pade krvni pritisk. Guedel opisuje 4 stadije globine. Vsak stadij spremljajo značilna znamenja, ki jih je treba opazovati.